# Larry Diamond
Larry Jay Diamond (sinh ngày 2 tháng 10 năm 1951)  là nhà xã hội học chính trị người Mỹ và là học giả đương đại hàng đầu trong lĩnh vực nghiên cứu dân chủ. Diamond là thành viên cấp cao tại Viện Nghiên cứu Quốc tế Freeman Spogli, trung tâm chính của Đại học Stanford về nghiên cứu các vấn đề quốc tế. Tại Viện Diamond giữ vai trò giám đốc Trung tâm Dân chủ, Phát triển và Pháp quyền.
Diamond đã từng là cố vấn cho nhiều tổ chức chính phủ và quốc tế ở nhiều thời điểm khác nhau trong cuộc đời mình, bao gồm Bộ Ngoại giao Hoa Kỳ, Liên hợp quốc, Ngân hàng Thế giới và Cơ quan Phát triển Quốc tế Hoa Kỳ. Ông là đồng biên tập viên sáng lập của Tạp chí Dân chủ của National Endowment for Democracy. Ông cũng là điều phối viên của Dự án Dân chủ Iran của Viện Hoover, cùng với Abbas Milani và Michael McFaul.